# Furloichthys bonarellii
Furloichthys bonarellii è un pesce osseo estinto, appartenente agli ittiodectiformi. Visse nel Cretaceo superiore (Cenomaniano, circa 100 - 95 milioni di anni fa) e i suoi resti fossili sono stati ritrovati in Italia.

## Descrizione
Questo pesce era di piccole dimensioni, e non doveva superare i 30 centimetri di lunghezza. Era dotato di un corpo snello e allungato e di una testa corta, con una cresta supraoccipitale ben sviluppata. Furloichthys differiva da tutti gli altri ittiodectiformi per alcune caratteristiche, come la forma della mandibola: questa era insolitamente corta e possedeva una sinfisi stretta; il margine delle fauci si innalzava all'improvviso. La regione coronoide della mandibola, formata sia dall'angolare che dal dentale, era larga, alta e arrotondata. Le ossa ipurali dalla terza alla quinta erano fuse in una piastra ipurale dorsale di grosse dimensioni. Furloichthys era inoltre dotato di un autopalatino con un processo articolare simile alla testa di un martello. L'etmoide laterale era ridotto e nettamente separato dal mesetmoide; l'etmoide latero-basale (etmopalatino) era associato al mesetmoide e non con l'etmoide laterale.

## Classificazione
Furloichthys è un membro degli ittiodectiformi, un gruppo di pesci solitamente predatori, tipici del Giurassico e del Cretaceo, considerati teleostei basali. Furloichthys, in particolare, è ritenuto un membro piuttosto arcaico della famiglia Ichthyodectidae, in una posizione intermedia tra forme come Cladocyclus, Chiromystus e Verraesichthys e forme più derivate come Heckelichthys e gli ittiodectidi più specializzati. 
Furloichthys venne descritto per la prima volta nel 2018, sulla base di resti fossili ritrovati nei pressi di Fossombrone, nelle Marche. 